# Monomorium effractor
Monomorium effractor är en myrart som beskrevs av Bolton 1987. Monomorium effractor ingår i släktet Monomorium och familjen myror. IUCN kategoriserar arten globalt som sårbar. Inga underarter finns listade i Catalogue of Life.